# Estancia
Pour les articles homonymes, voir Estancia (homonymie).

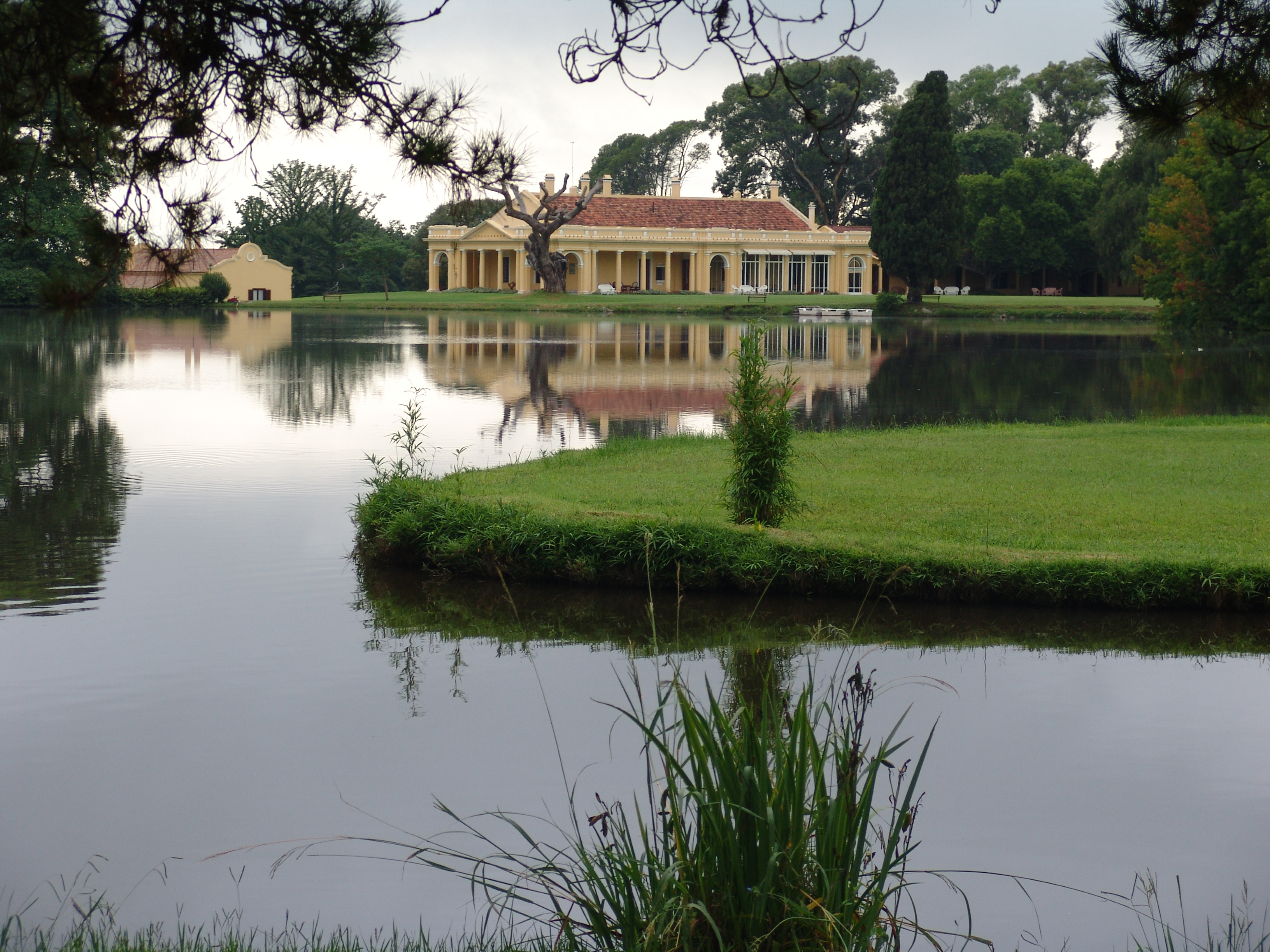
L'estancia La Paz, située à proximité de Córdoba en Argentine et ancienne propriété du président Julio Argentino Roca.

Estancia est un terme utilisé en espagnol ainsi qu'en portugais brésilien pour désigner une vaste exploitation agricole d'Amérique du Sud, assez similaire à la notion de ranch en Amérique du Nord. 

## Emploi et signification
Le mot estancia est principalement employé en Argentine, au Paraguay, en Uruguay ainsi que dans le sud du Chili, le terme d'hacienda étant plus utilisé dans les autres pays hispanophones d'Amérique du Sud (au Brésil, on emploie celui de fazenda hors de la pampa riograndaise).
Toutefois, leur signification n'est pas tout à fait identique. En effet, une hacienda est une exploitation agricole au sens large, vouée aussi bien à la culture qu'à l'élevage ou même dans certains cas à l'exploitation minière. L'estancia, en revanche est entièrement vouée à l'élevage d'ovins ou de bovins et se situe généralement dans la pampa.

## Tourisme d'estancias
Depuis les années 1990, un certain nombre d'estancias se sont transformées en hôtels touristiques « de charme » offrant, en plus de l'hébergement, diverses activités telles que de l'équitation, du polo, de la chasse, etc.